# Monocymia
Monocymia là một chi bướm đêm thuộc họ Noctuidae.